# Edificios comerciales de Monroe Avenue
Los edificios comerciales de Monroe Avenue, también conocidos como Monroe Block, son un distrito histórico ubicado a lo largo de un tramo de cuadra y media en 16-118 Monroe Avenue en Detroit, la ciudad más poblada del estado de Míchigan (Estados Unidos). Está junto a la Avenida Woodward en el extremo norte del Campus Martius. Fue designado Sitio Histórico del Estado de Míchigan en 1974 y se incluyó en el Registro Nacional de Lugares Históricos en 1975. Los trece edificios originales fueron construidos entre 1852 y 1911 y tenían entre dos y cinco pisos de altura. El Teatro Nacional, diseñado por Albert Kahn y construido en 1911, es el más antiguo que se conserva en Detroit y la única estructura sobreviviente del período histórico original.

## Historia y significado

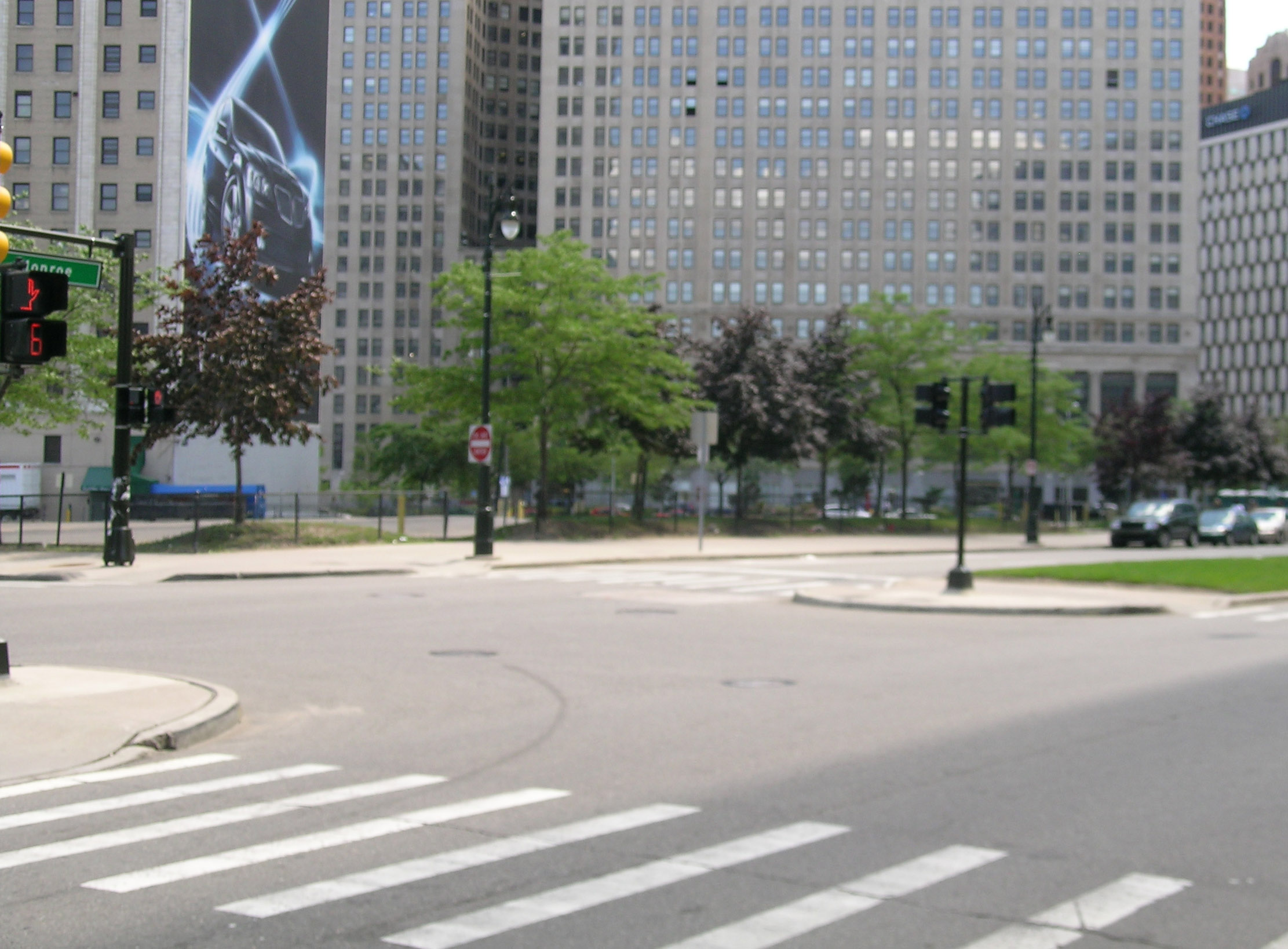
El cruce de las avenidas Monroe y Woodward, sin los edificios históricos. Al fondo, el First National Building

Los primeros edificios de la manzana son de estilo comercial victoriano y fueron diseñados por arquitectos como Sheldon y Mortimer Smith en la segunda mitad del siglo XIX. El Bloque Johnson, en particular, era uno de los últimos bloques de edificios anteriores a la Guerra Civil que quedaban en Detroit. En el cercano Distrito Histórico de Edificios Comerciales de Randolph Street, el 1244 Randolph St. es un raro sobreviviente de los años 1840. El Odd Fellows Building de estilo victoriano (1874) está ubicado en la esquina de Randolph y Monroe.
Los edificios de la avenida Monroe fueron ocupados por numerosos inquilinos a corto plazo a lo largo de los años, incluidos tenderos, pasteleros y salones. A principios del siglo XX, una ola de inmigración europea trajo joyerías, casas de empeño y sastres a la zona.
Aproximadamente al mismo tiempo, el área del Campus Martius estaba en pleno auge. La Ópera, entonces ubicada en su costado norte, ancló el área y, en 1901, el teatro de vodevil Wonderland se mudó al lado.
El comienzo del siglo XX fue el comienzo de la era del cine, y en Detroit comenzó en la avenida Monroe. El primer cine de la ciudad, el Casino, fue inaugurado en Monroe en 1906 por John H. Kunsky. Se dice que fue la segunda sala de cine del mundo, e impulsó a Kunsky a un imperio de 20 salas por valor de 7 millones de dólares en 1929. Más tarde, en 1906, el segundo cine de Detroit, el Bijou, se abrió literalmente a dos puertas del Casino. Estos fueron los primeros de una serie de teatros a lo largo de esta sección de Monroe; tres nuevos edificios de salas de cine se construyeron en el área en los próximos cinco años: The Star (1907), diseñado por Frank G. Baxter y Henry A. O'Dell; el Columbia (1911), diseñado por el célebre arquitecto teatral C. Howard Crane; y el Teatro Nacional (1911), el único teatro diseñado por Albert Kahn. Además, el Family Theatre se inauguró en 1914 en un edificio más antiguo del distrito. Otros teatros cercanos incluyen el Temple Theatre en Woodward Avenue al otro lado de Monroe, el Liberty (ubicado detrás del Star) y el Palace en 130-132 Monroe.
En los años 1920, el centro de cines de Detroit se centró alrededor del Grand Circus Park, y la cercana Monroe Avenue recibió menos atención.
El distrito fue agregado al Registro Nacional de Lugares Históricos en 1975. A principios de 1990, mayoría de las estructuras envejecidas fueron despejadas, dejando solo el Teatro Nacional como un recordatorio de la historia de la zona.

## Estructuras
Los edificios que alguna vez estuvieron en este sitio eran una mezcla de arquitectura anterior y posterior a la Guerra de Secesión, junto con un grupo de salas de cine de principios del siglo XX.
| Imágenes contemporáneas e históricas del Bloque- Bloque 00 desde la avenida Woodward con el Segundo Bloque Williams en 16-30 Monroe en primer plano, 1989. - Bloque 00 de la calle Farmer con 74-78 Monroe en primer plano, 1989. - Bloque 100 de la calle Farmer con el Royal Theatre (originalmente The Star) con 100-102 Monroe en primer plano, 1989. |
| --- |

### Segundo Bloque Williams (16-30 Monroe Avenue)

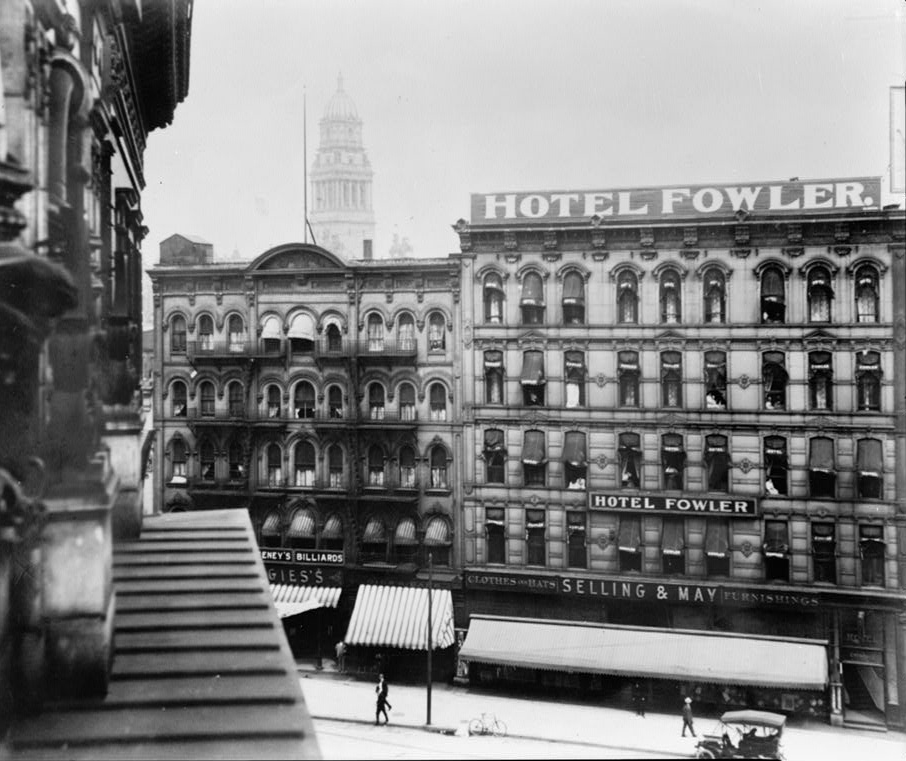
Primer y Segundo Bloque Williams, 16-30 y 32-34 Monroe, 1908.

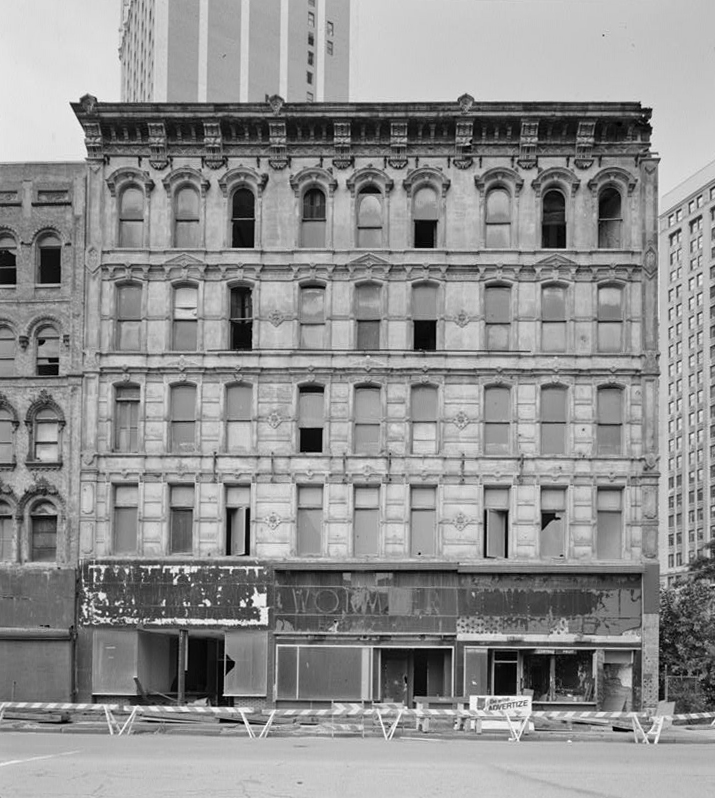
Segundo Bloque Williams, 16-30 Monroe Avenue, 1989.

John Constantine Williams, miembro de una de las familias más ricas de Detroit de mediados del siglo XIX e hijo de John R. Williams, construyó esta estructura en 1872-73, directamente adyacente a su estructura anterior (el Primer Bloque Williams) en 32 -42 Monroe. El arquitecto Mortimer L. Smith diseñó el edificio. Este fue originalmente de oficinas, con tiendas en la planta baja. En 1880, los pisos superiores se convirtieron en el Hotel Kirkwood, que sobrevivió durante una década bajo diversas administraciones. Los pisos inferiores siguieron siendo espacio comercial. El edificio volvió a ser espacio de oficinas en los años 1890, luego volvió a abrir como el Hotel Campus (más tarde el Hotel Fowler) en 1901.
En 1909, la mayor parte del edificio fue completamente destruido y convertido en el Family Theatre de 934 asientos; la familia se convirtió para mostrar películas en 1914. La familia permaneció abierta durante gran parte del siglo y pasó a llamarse Follies en 1967. Seis años más tarde, en 1973, las Follies se incendiaron hasta los cimientos. La sección Follies del edificio (incluidos cuatro de las siete tramos del Bloque Williams) fue demolida poco después, dejando solo los tres espacios comerciales y de venta al por menor más al oeste. A fines de los años 1970, la ciudad desalojó la propiedad, y el resto fue demolido a principios de 1990. 

El Segundo Bloque Williams tenía cinco pisos de altura, dividido en tramos con tres ventanas por piso; cada piso tenía formas de ventana ligeramente diferentes. El edificio fue construido de ladrillo, con arenisca en el frente. Una cornisa de hierro fundido y un techo plano remataban la estructura. Las hileras de cinturones se ubicaron encima y debajo de las ventanas, y la decoración adicional consistió en tallas de bajorrelieve y entablamentos de hierro fundido.

### Primer Bloque Williams (32-42 Monroe Avenue)

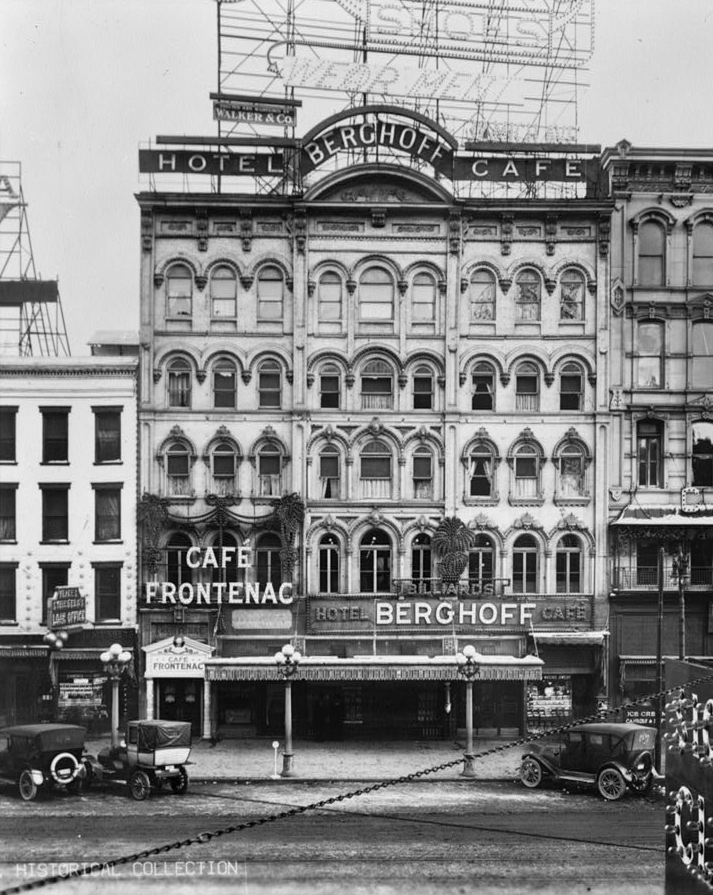
Primer Bloque Williams, 32-34 Monroe, 1915.

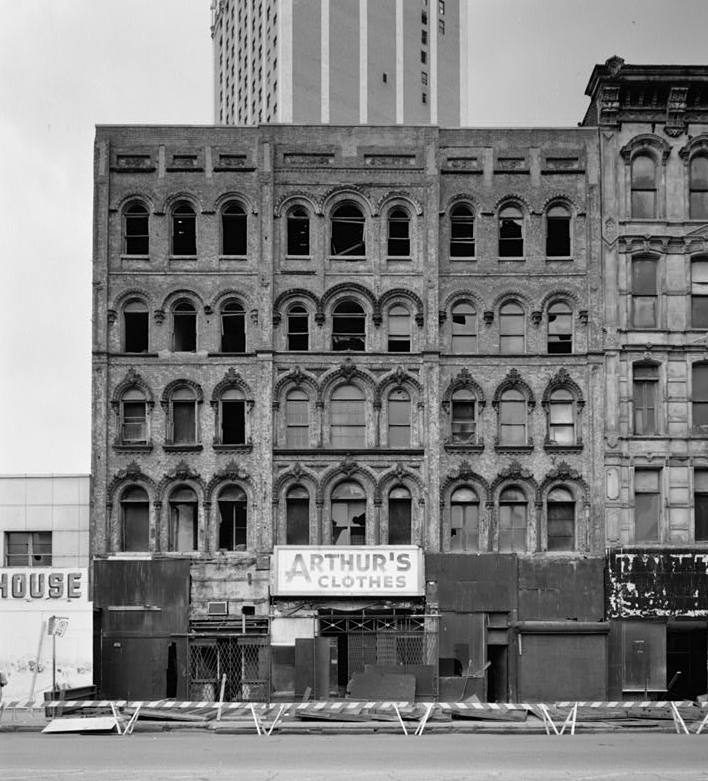
Primer Bloque Williams, 32-34 Monroe, 1989.

El Primer Bloque Williams fue construido por John Constantine Williams en 1859 y fue diseñado por el arquitecto Sheldon Smith. El edificio fue originalmente de oficinas con espacio comercial en el primer piso. A finales de los años 1880, se convirtió en un hotel de 52 habitaciones, conocido primero como Stanwix y luego como el hotel europeo de Gies, con un restaurante en el primer piso. En 1909, el hotel y restaurante se llamaron Berghoff, luego Tuxedo y, en 1919, Frontenac. El Hotel Berghoff era propiedad de Wm. D. C. Moebs & Co., quienes también eran los propietarios del contiguo Berghoff Cafe. En diciembre de 1913 Wm. D. C. Moebs abrió el Café Frontenac junto al Hotel Berghoff. En 1918, el nombre del hotel se cambió a Tuxedo Hotel and Grill, todavía bajo los mismos propietarios. El cambio de nombre duró poco porque en 1919 los negocios se llamaban Frontenac Restaurant y Frontenac Hotel Company aún bajo la propiedad de Wm. D. C. Moebs, presidente. El hotel Frontenac permaneció en funcionamiento hasta 1960. Wm. D. C. Moebs murió el 16 de noviembre de 1921 y el otrora gran Restaurante Frontenac se vendió para pagar impuestos atrasados en 1923. Para 1940, el restaurante había sido reemplazado nuevamente con espacio comercial, que permaneció en el edificio hasta que la ciudad de Detroit abandonó la propiedad en 1978. El edificio fue demolido a principios de 1990. 

El Primer Bloque Williams tenía cinco pisos de altura, estaba construido de ladrillo rojo con un techo plano y medía 6 por 30 m. La fachada de la avenida Monroe se dividió en tres tramos, cada una con tres ventanas. El ladrillo se usó decorativamente en la fachada, y las coronas de hierro fundido sobre las ventanas y los capiteles de las columnas acentuaban la elevación. La cornisa de hierro fundido original se eliminó en 1942.

### Teatro Columbia (50 Monroe)

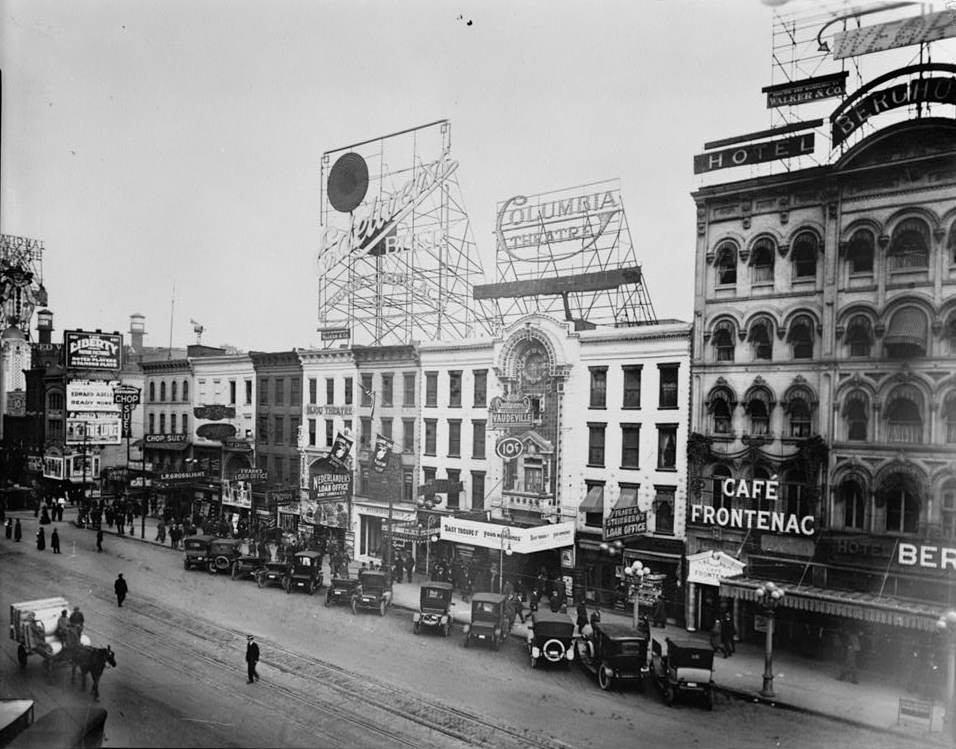
El Teatro Columbia está en el centro con el Bloque Willams a la derecha y el Bloque Johnson a la izquierda.

El Teatro Columbia fue construido en 1911 para John H. Kunsky y diseñado con capacidad para más de 1000 personas por C. Howard Crane, quien también diseñó en Detroit los teatros Olympia, Orchestra Hall y Majestic Theatre. Cuando se construyó, el Columbia tenía su propio órgano de tubos y su propia orquesta. El Columbia se cerró en 1956 y desde entonces ha sido demolido.

### El Bloque Johnson (52-54, 58, 62, 66-68 y 70-72 Monroe Avenue)

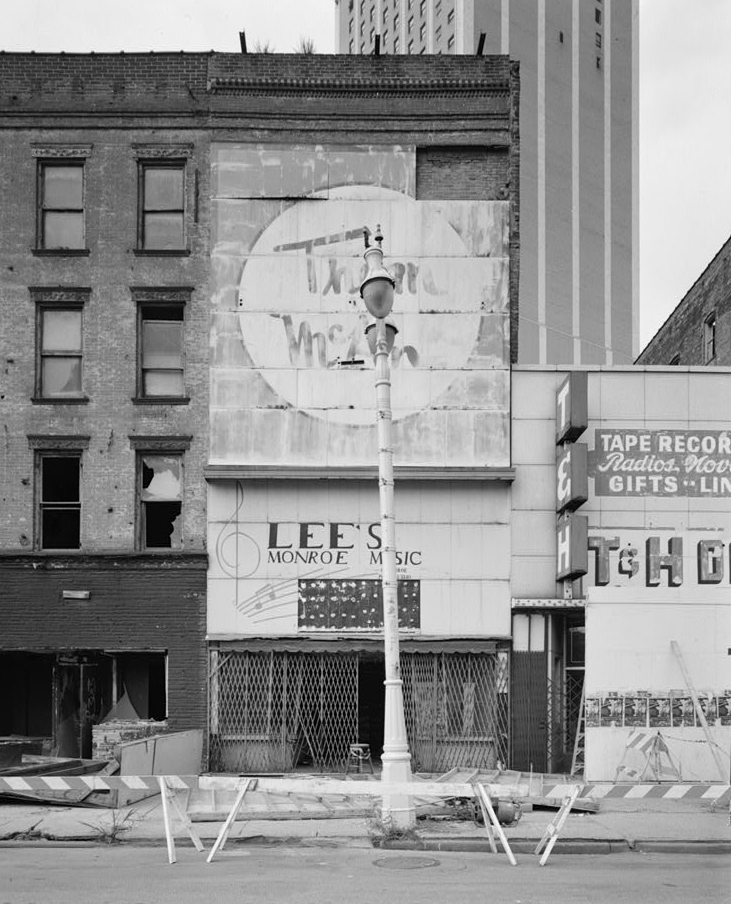
52-54 Monroe en el Bloque Johnson, 1989.

Hiram R. Johnson compró terrenos a lo largo de Monroe en 1852 y construyó una serie de edificios comerciales conocidos colectivamente como el Bloque Johnson. Estos edificios son los cinco ubicados en 52-54, 58, 62, 66-68 y 70-72 Monroe Avenue.
Los cinco edificios fueron construidos de ladrillo y tenían cuatro pisos de altura, y fueron diseñados de manera similar. Los primeros cuatro (52-54, 58, 62, 66-68 Monroe) medían 20 pies de ancho y 100 pies de profundidad, con tres ventanas por piso en los niveles superiores. El último edificio (70-72 Monroe) medía 9 m por 30 m de profundidad, y estaba dividido en dos tramos con dos ventanas por tramo en cada piso. Las ventanas de todos los edificios eran de forma rectangular con dinteles de hierro fundido con un motivo de pergamino y urna. Los edificios tenían originalmente una cornisa en la parte superior; estos fueron eliminados en el siglo XX, la mayoría en 1958. Fueron demolidos a principios de 1990. 
Dos de estos cinco edificios fueron fundamentales para el establecimiento del negocio de las salas de cine en Detroit. En 1905, William H. Klatt abrió un cent-odeon (similar al nickelodeon ) en una antigua tienda de muebles en 62 Monroe. Al año siguiente, John H. Kunsky abrió la primera verdadera sala de cine en Detroit, el Casino Theatre, a dos puertas de distancia en 70-72 Monroe. Klatt rápidamente convirtió el Bijou en la segunda sala de cine de Detroit y lo volvió a abrir más tarde en 1906 como The Bijou. El edificio siguió siendo una sala de cine durante los siguientes setenta años, cambiando su nombre a The New Bijou en 1918. En 1966, el New Bijou se convirtió en The Cinex, un lugar de películas para adultos que cerró en 1978. Sin embargo, el Casino Theatre de Kunsky cerró en 1915 y los inquilinos posteriores en el espacio en 70-72 Monroe incluyeron el famoso Barrel Bar y Father and Son Shoes.
Los inquilinos de los otros edificios del Bloque Johnson eran principalmente pequeños locales comerciales y restaurantes. Los inquilinos de 52-54 Monroe incluyeron una serie de salones a fines del siglo XIX y principios del XX, una tienda/restaurante de refrescos de 1913 a 1928, y una serie de tiendas de ropa y zapatos hasta los años 1970, cuando el edificio fue desocupado. 58 Monroe tenía una serie de inquilinos, incluida una joyería a principios del siglo XX, seguida de un mostrador de almuerzo, una casa de empeño, una tienda de ropa y otra joyería. El edificio en 66-68 Monroe albergó una fábrica de paraguas de 1888 a 1912, luego una casa de empeño, una tienda de reparación de calzado, ropa para hombres y una librería.
| El Bloque Johnson en 1989- 70-72 Monroe - 66-68 Monroe - 62 Monroe - 58 Monroe |
| ------------------------------------------------------------------------------ |

### 74-78 Monroe Avenue

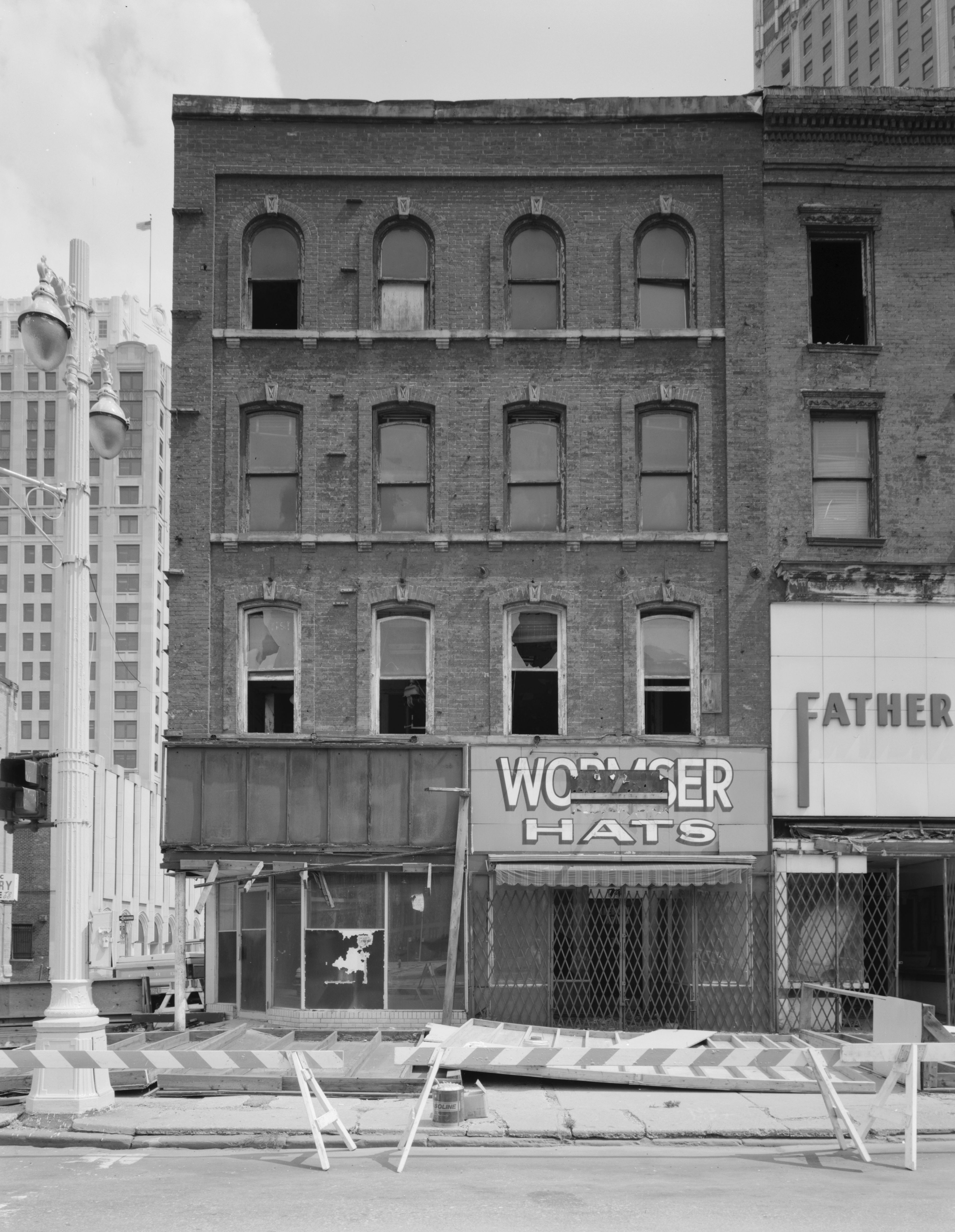
74-78 Monroe, fachada de Monroe, 1989

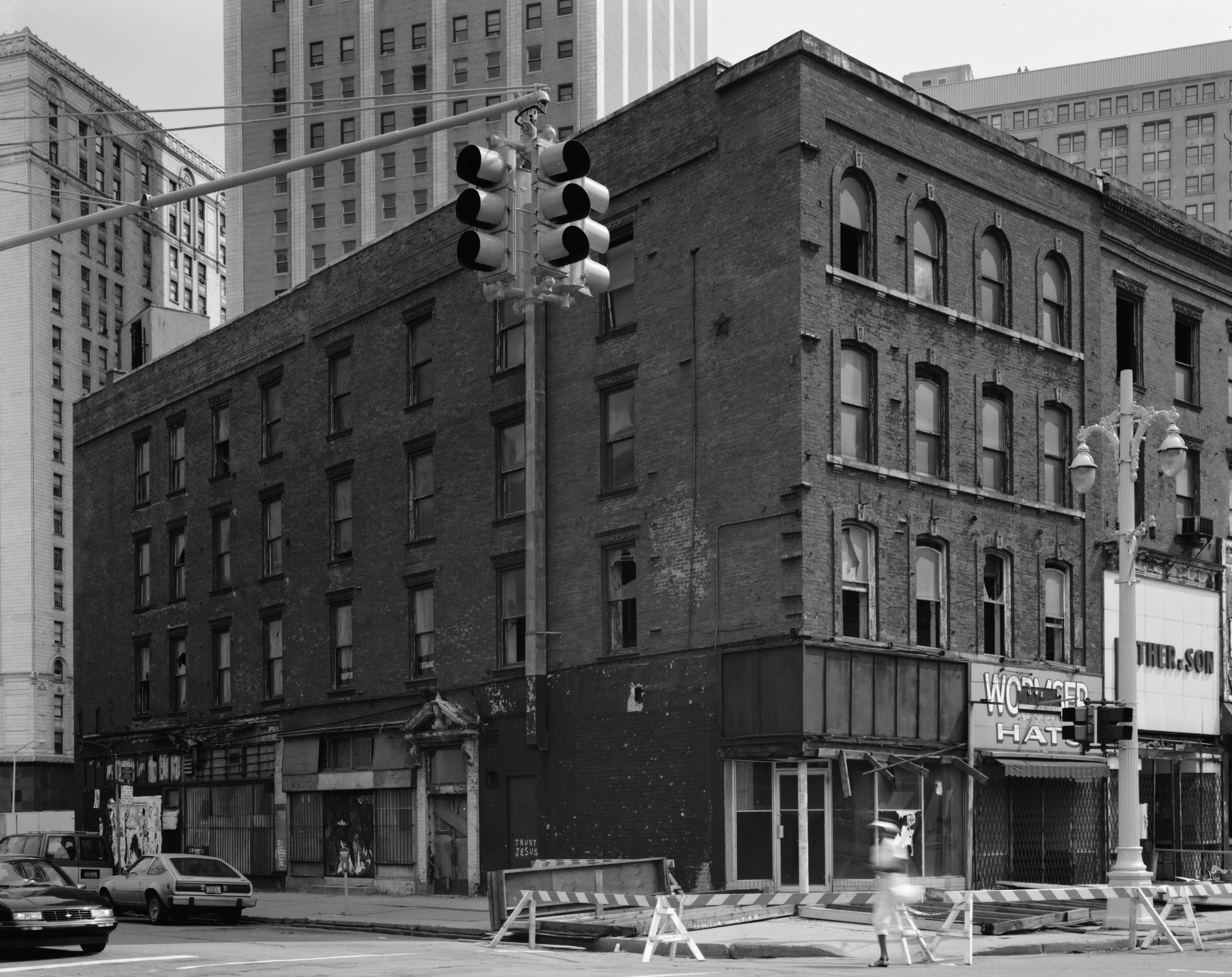
74-78 Monroe, fachada de la calle Farmer, 1989

El edificio en 74-78 Monroe fue construido aproximadamente en 1852, frente a la avenida Monroe y la calle Farmer. A principios del siglo XX, un restaurante y un salón habitaban el primer piso. Los inquilinos posteriores incluyeron una sastrería, una tienda de cigarros y zapaterías. Una peluquería operó continuamente en el edificio desde 1915 hasta finales de los años 1970, y existió un consultorio de dentista en el segundo piso desde los años 1920 hasta finales de los años 1970. El edificio fue demolido a principios de 1990. 

Originalmente, el edificio era prácticamente idéntico a la estructura de al lado en 70-72 Monroe, incluidos los dinteles de hierro fundido con una urna y un pergamino. Sin embargo, el edificio estaba a cuatro pies más de la avenida Monroe. El edificio tenía cuatro pisos de altura y estaba construido con ladrillos rojos. Tanto las fachadas de la avenida Monroe como la calle Farmer tenían ventanas altas y estrechas con una combinación de tapas de ventanas segmentarias y completamente arqueadas, decoradas con ladrillos salientes.

### Teatro Star/Royal (100-102 Monroe Avenue)

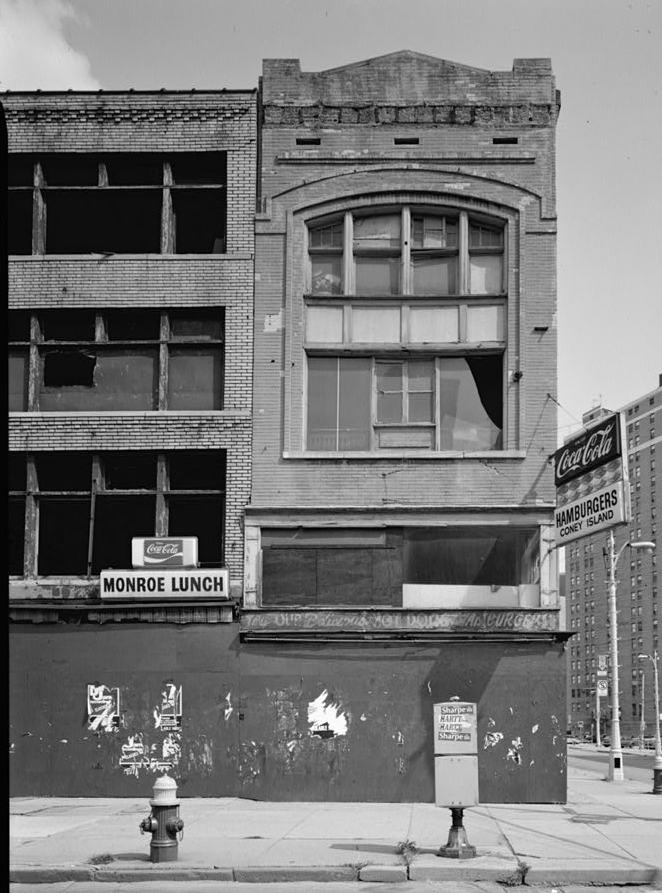
Star (Royal) Theatre en 100-102 Monroe, 1989.

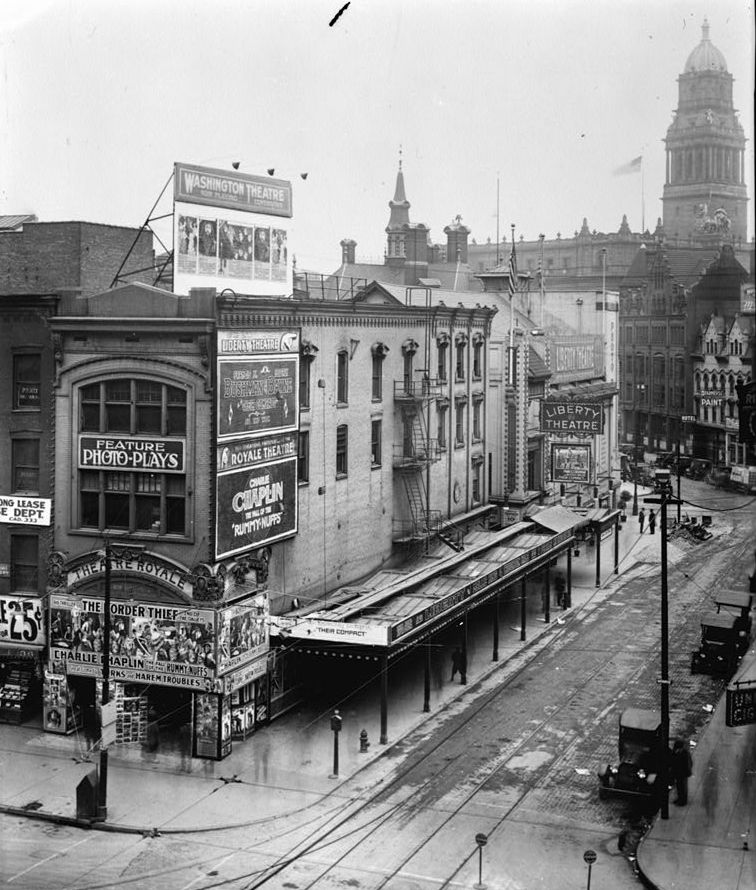
Royal Theatre de la esquina de la avenida Monroe y la calle Farmer, 1917. Observe el Liberty Theatre detrás.

Esta estructura fue construida en 1907 como el Teatro Star; fue diseñado por Frank G. Baxter y Henry A. O'Dell. The Star funcionó solo durante un año; en 1908 se transformó en el Theatre Royale y en 1912 en el Royal Theater (ambos nombres se traducen como Teatro Real). Después de que el Royal cerró en 1922, hubo en sus locales una tienda de cigarros, joyerías, zapatería, sastrería y peluquería. El edificio fue demolido a principios de 1990. 

The Star era un edificio de cuatro pisos, que medía 20 pies de ancho y 100 pies de profundidad, construido de ladrillo rojo, con revestimiento de ladrillo amarillo. Una gran ventana arqueada en la fachada de Monroe llena el tercer y cuarto piso. Esta fachada tenía originalmente una cornisa gruesa sostenida por ménsulas enrolladas y un arco decorativo sobre la entrada. Siete ventanas rectangulares por piso están en la elevación Farmer. El espacio del teatro originalmente ocupaba tanto el primer piso como la mayor parte del segundo, por lo que solo había una ventana en el segundo piso en la parte trasera. Sin embargo, en 1922, después del cierre del Royal, el segundo piso se extendió hasta la fachada de Monroe, agregando ventanas a lo largo de la elevación de Farmer.

### 104-106 Monroe Avenue

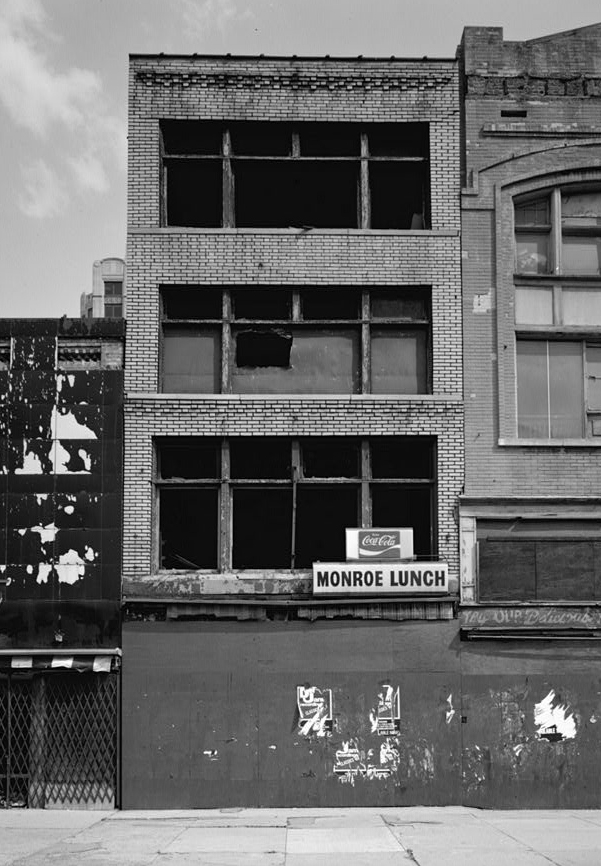
104-106 Monroe, 1989.

El edificio en 104-106 Monroe fue construido aproximadamente en 1900. Un salón fue el primer inquilino, seguido de una tienda de té. Durante la mayor parte de la vida útil del edificio, hasta que fue desocupado en los años 1970, los inquilinos de la planta baja incluían un comedor y una tienda de ropa o zapatos. El inmueble fue demolido a principios de 1990. 

La estructura tenía cuatro pisos de alto, 6 m de ancho y 18 de profundidad. Originalmente tenía elementos modestos de estilo italiano. Sin embargo, la fachada frontal fue reelaborada en 1923, con la adición de revestimiento de ladrillo blanco y la alteración de las ventanas a grandes placas de vidrio.

### Teatro Nacional (118 Monroe Avenue)

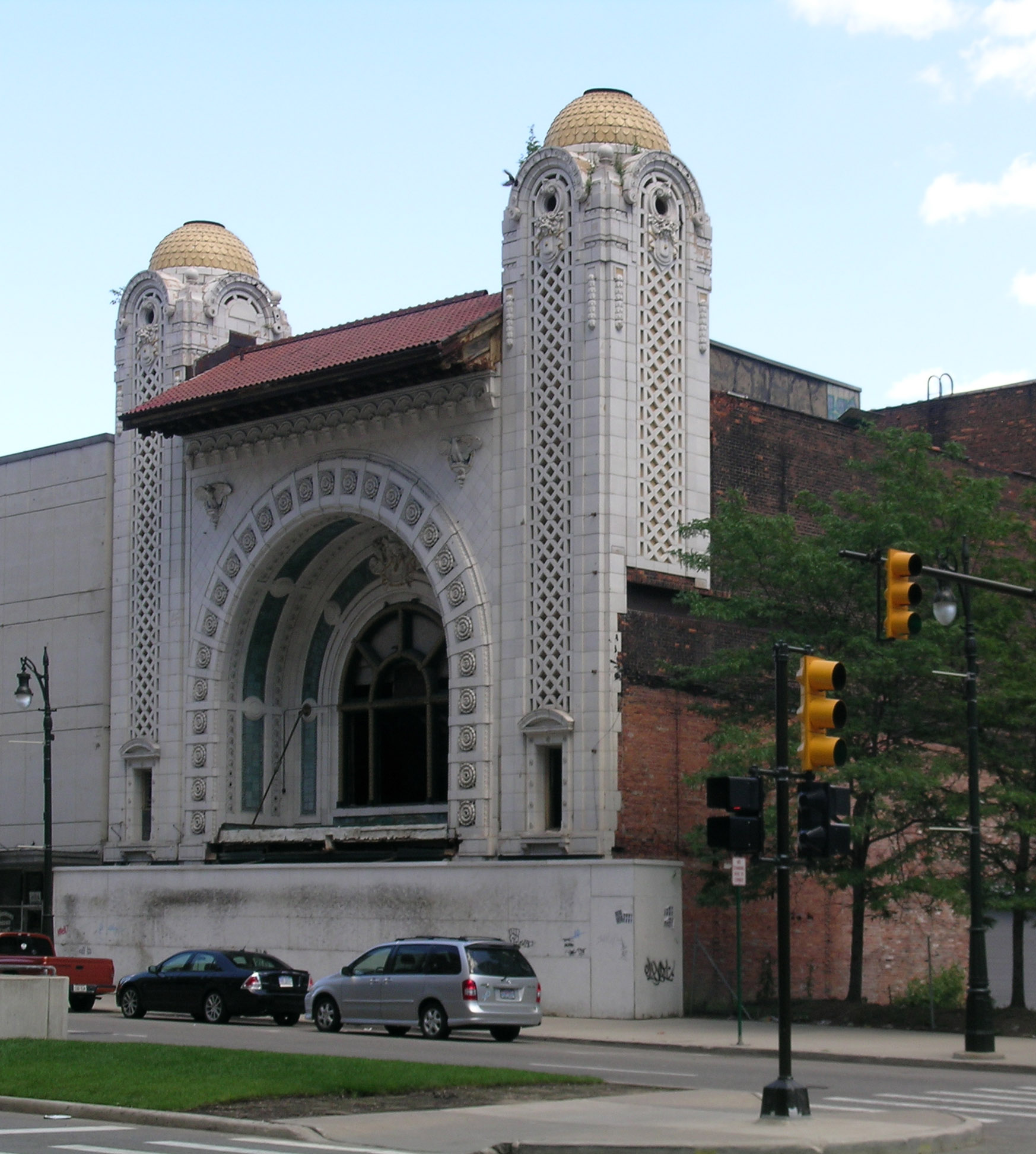
Teatro Nacional, diseñado por Albert Kahn, en 118 Monroe

El Teatro Nacional de 800 asientos, construido en 1911, es el único teatro conocido diseñado por Albert Kahn y el teatro más antiguo que se conserva del distrito de teatros original de la ciudad del siglo XIX. Funcionó como una sala de cine hasta los años 1920, cuando la competencia de las salas de cine más grandes obligó a cambiar a un lugar de vodevil. The National sobrevivió como un teatro de entretenimiento burlesco y para adultos hasta que cerró en los años 1970.

La fachada principal del Nacional está dominada por un enorme arco flanqueado por torres gemelas y cubierto con tejas de terracota blancas y azules. La fachada tiene cientos de bombillas integradas, que acentúan las características arquitectónicas cuando se encienden. El Teatro Nacional es un ejemplo sobresaliente de diseño modernista, con un par de torres de celosía de terracota, ventanas de vidrio de arte arqueado y azulejos de Pewabic de colores en la fachada. 